# کالوی کووا
کالوی کووا (استونیایی: Kalvi Kõva؛ زادهٔ ۱۶ نوامبر ۱۹۷۴) سیاستمدار و نماینده مجلس اهل استونی است.